# Ernest Denis

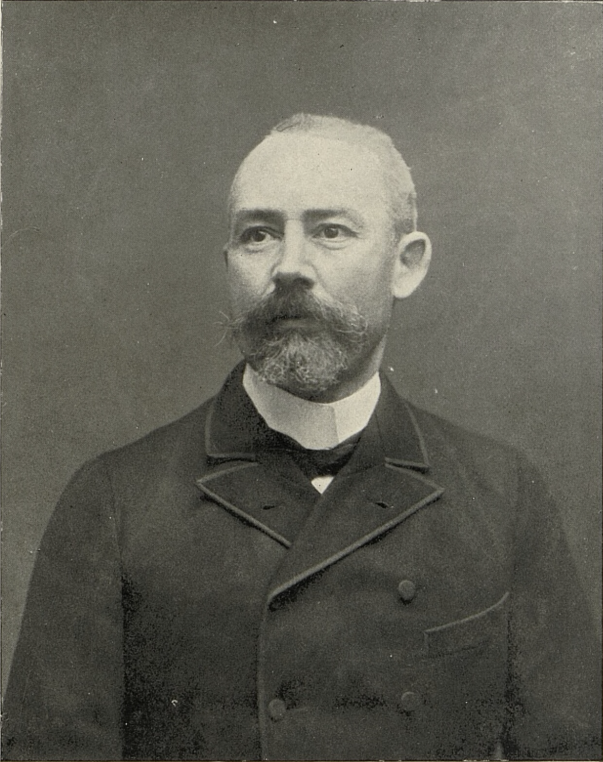
Ernest Denis, um 1905

Ernest Denis (* 3. Januar 1849 in Nîmes; † 4. Januar 1921 in Paris) war ein französischer Historiker, spezialisiert auf die Geschichte Mitteleuropas, namentlich Deutschlands und Tschechiens, sowie Slawist, insbesondere Bohemist. Er hatte ab 1906 eine Professur für Neuere und Neueste Geschichte an der Universität Paris inne. Denis setzte sich für die Unabhängigkeit der slawischen Völker von Österreich-Ungarn ein und gilt als einer der geistigen Väter der 1918 gegründeten Tschechoslowakei.

## Leben
Denis entstammte einer im südfranzösischen Département Gard ansässigen, protestantischen Familie; sein Vater war Weinhändler. Während seiner Jugend war Frankreich ein Kaiserreich unter Napoleon III., Denis hatte aber schon früh republikanische Überzeugungen. Er wurde 1867 an der Pariser École normale supérieure aufgenommen. Als Freiwilliger diente er im Deutsch-Französischen Krieg 1870/71. Die französische Niederlage und der Verlust Elsass-Lothringens prägten seinen Patriotismus. Denis bestand 1871 die Agrégation (Staatsprüfung für das höhere Lehramt) im Fach Geschichte und Geographie als drittbester seines Jahrgangs. Anschließend erhielt er ein Stipendium für einen dreijährigen Forschungsaufenthalt in Prag, wo er dem böhmischen Historiker František Palacký begegnete.
Ab 1875 war er Geschichtslehrer an Lycées in verschiedenen Provinzstädten. Für das Doctorat d’État, das ihm 1878 durch die geisteswissenschaftliche Fakultät zu Paris verliehen wurde, verfasste er – wie damals üblich – zwei Qualifikationsschriften, beide der Geschichte Böhmens gewidmet. Die erste, auf Französisch, behandelte Jan Hus und die Hussitenkriege; die zweite, auf Latein, befasste sich mit dem politischen System Böhmens nach Antoine Marini, einem aus Frankreich stammenden Humanisten, der im 15. Jahrhundert als Berater des böhmischen Königs Georg von Podiebrad diente. Im selben Jahr zog Denis nach Bordeaux, wo er zunächst als Geschichtslehrer am Lycée unterrichtete, 1879 aber zum Maître de conférences (Hochschuldozenten) der Geschichte an der geisteswissenschaftlichen Fakultät ernannt wurde. Er wechselte 1881 nach Grenoble, wo er im Jahr darauf eine Professur für ausländische Literatur erhielt.
Denis heiratete 1882 in Paris Marguerite Fredel, Tochter des Chemieprofessors Charles Friedel. Mit ihr bekam er zehn Kinder, von denen drei schon früh starben. Er folgte 1886 dem Ruf auf eine Professur für Geschichte zurück nach Bordeaux. Als der Osteuropahistoriker Alfred Nicolas Rambaud 1895 in den französischen Senat gewählt wurde, übernahm Denis den Lehrauftrag zur Vertretung von dessen Professur für Neuere und Neueste Geschichte an der Universität Paris (Sorbonne), wo er 1901 zum professeur adjoint ernannt wurde. Nach Rambauds Tod wurde Denis schließlich 1906 selbst auf die Professur für Geschichte der Neuzeit und Neuesten Zeit in Paris berufen.

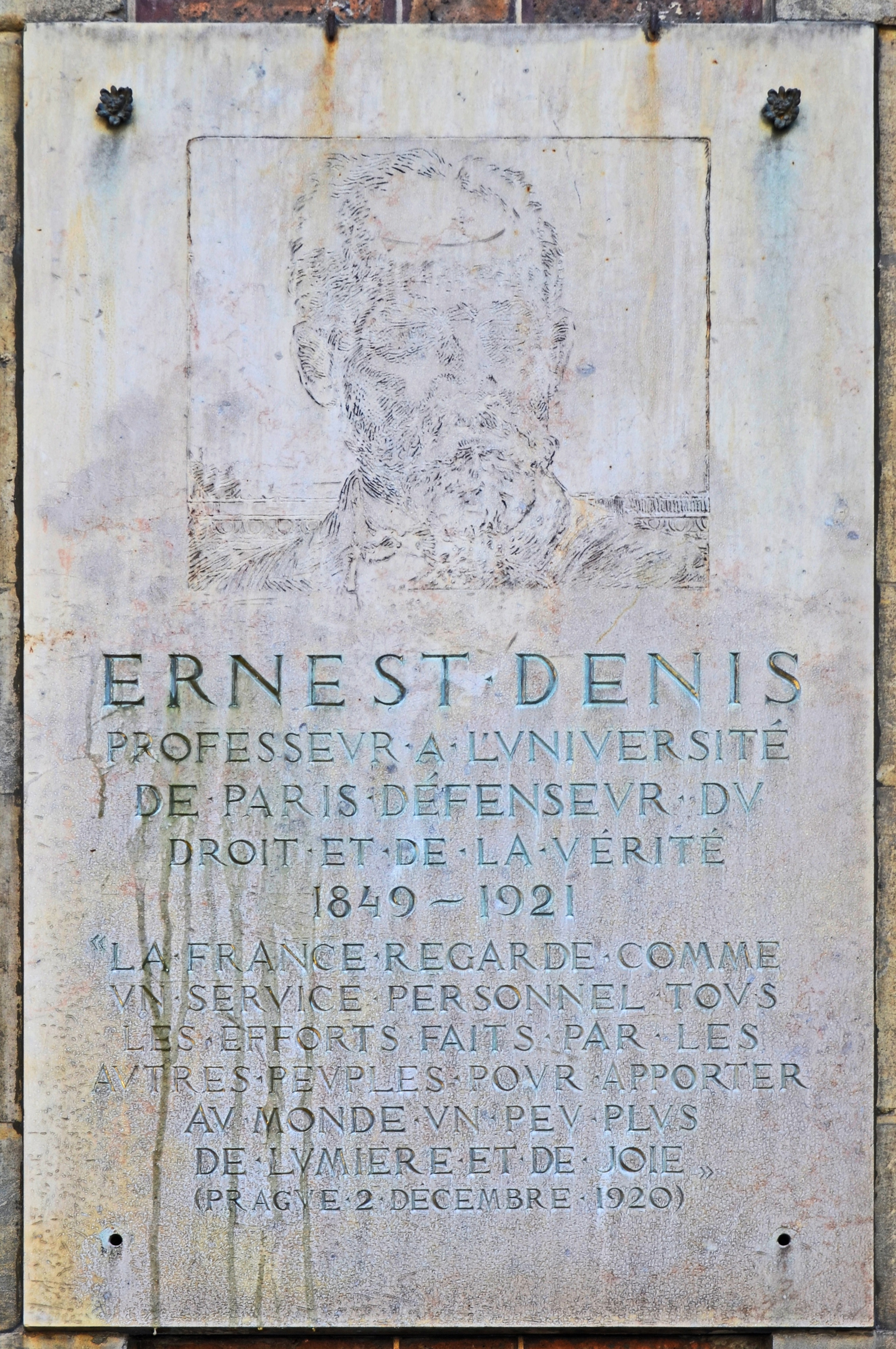
Gedenktafel an Denis’ einstigem Wohnhaus und späteren Standort des Institut d’études slaves in Paris

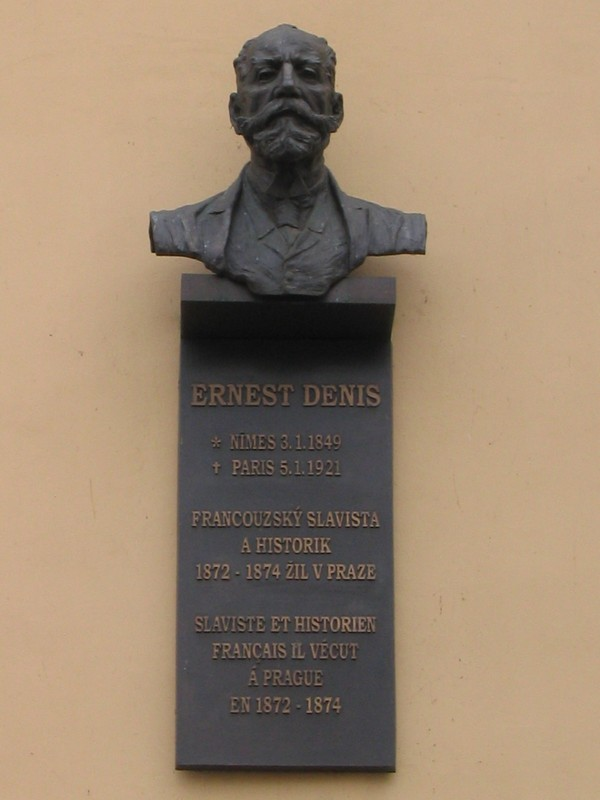
Büste von Ernest Denis am Kleinseitner Ring in Prag

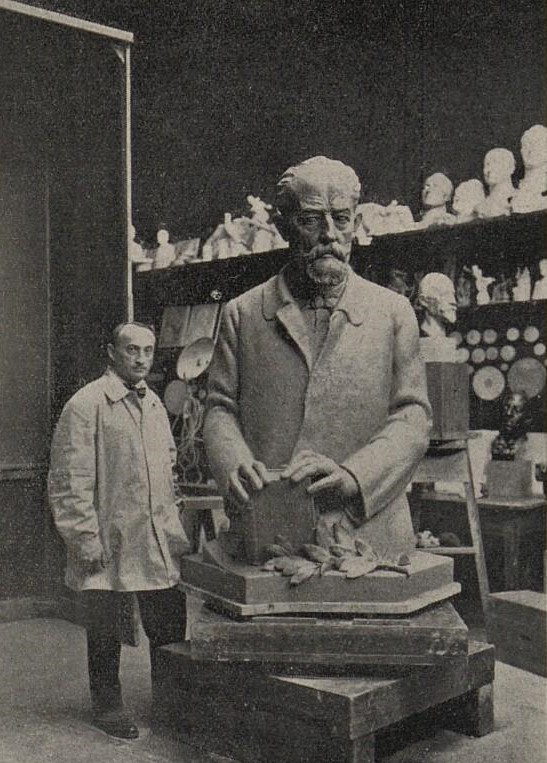
Denkmal für Denis von Otakar Španiel (1925)

Sein Forschungsgegenstand war die Geschichte der slawischen Völker mit dem Schwerpunkt der Geschichte der Tschechen. Er war ein wichtiger Unterstützer der Eigenstaatlichkeit des tschechischen Volkes. Denis gründete 1916 zusammen mit Louis Eisenmann und mit Louis Léger das Comité national d'études, das für die Unabhängigkeit Tschechiens eintrat. Diese wurde mit der Ausrufung der Tschechoslowakischen Republik Ende Oktober 1918, am Ende des Ersten Weltkriegs, Wirklichkeit. Denis war ein Freund des späteren tschechoslowakischen Staatspräsidenten Edvard Beneš.
Er initiierte 1919 die Gründung des Pariser Institut d’études slaves (Instituts für slawische Studien), das von den Regierungen Frankreichs, der Tschechoslowakei und Jugoslawiens finanziert wurde. Er nahm 1919/20 zwei Freisemester, während derer er in Prag und Belgrad lehrte. Zudem war er Mitglied einer französischen Forschergruppe, des Comité d’études (dt.: „Studienkommission“), die sich mit der Erforschung des Saargebietes und des Rheinlands befasste. Ernest Denis starb am 4. Januar 1921 einen Tag nach seinem 72. Geburtstag.

## Ehrungen
Denis wurde 1920 als Offizier der französischen Ehrenlegion ausgezeichnet. Das Institut français (französische Kulturinstitut) in Prag trug den Namen Eduard Denis’. In der neuen tschechoslowakischen Hauptstadt wurde am Kleinseitner Ring (Malostranské náměstí) ein Denkmal für ihn errichtet, unweit des früheren Standorts des zur gleichen Zeit entfernten Denkmals für Feldmarschall Radetzky. In seiner Geburtsstadt Nîmes wurde 1925 in Anwesenheit des Premierministers Paul Painlevé eine Büste für ihn eingeweiht. Die Bronze für diese wurde von der Tschechoslowakei gespendet und stammt von einer eingeschmolzenen österreichischen Kanone. Im 6. Arrondissement in Paris, in der Nähe seines einstigen Wohnorts, ist seit 1930 ein Platz nach Denis benannt.

## Veröffentlichungen (Auswahl)
- Huss et la guerre des hussites. Ernest Leroux, Paris 1878.
- Fin de l’indépendance bohême. 2 Bände. Armand Colin et Cie., Paris 1890.
- L’Allemagne, 1789–1810 (fin de l’ancienne Allemagne). Librairies-imprimeries réunies, Paris, 1896.
- La Bohême depuis La Montagne-blanche. Ernest Leroux, Paris 1903.
- La Fondation de l’Empire allemand, 1852-1871. A. Colin, Paris 1906.
- La grande Serbie. Paris 1915.
- L'Effort russe. Éditions de Foi et vie, Paris 1916.
- La Question d’Autriche. Les Slovaques. Delagrave, Paris 1917.